# Park Osowa Góra

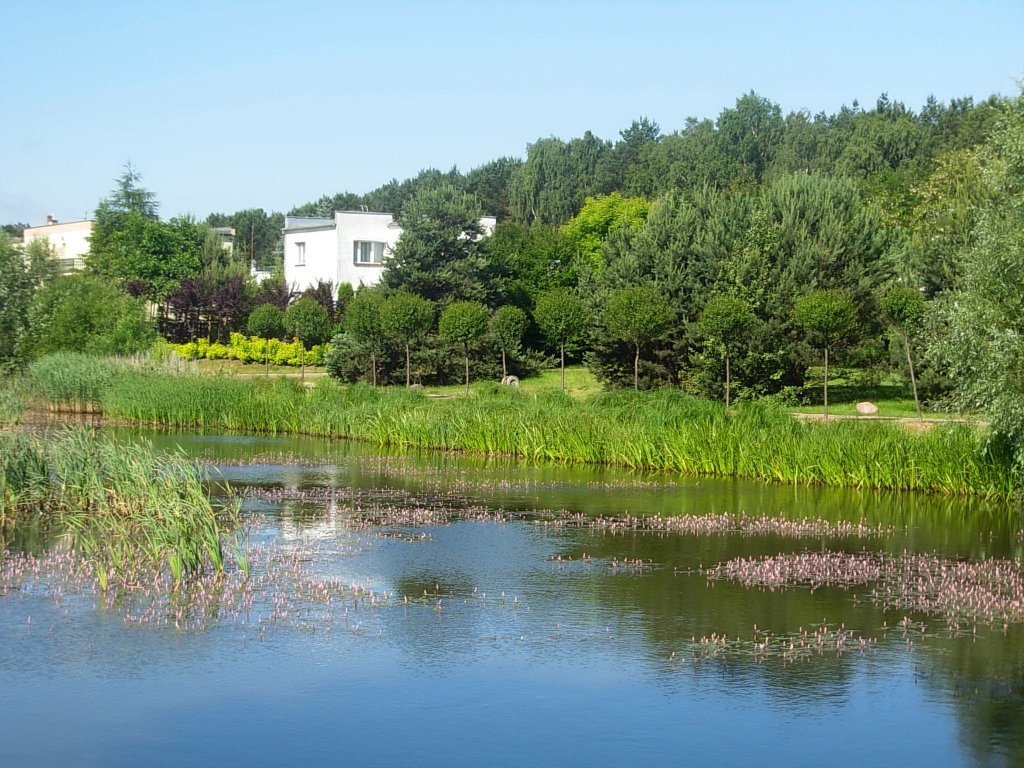
Staw przy ul. Rekinowej

Park Osowa Góra – tereny zieleni parkowej na osiedlu Osowa Góra w Bydgoszczy o łącznej powierzchni ok. 14,54 ha, położone na osiedlu Osowa Góra.

## Charakterystyka
Park Osowa Góra składa się z siedmiu głównych części. Cztery z nich znajdują się na Górnym Tarasie osiedla, a trzy mieszczą się na Zboczu Kruszyńskim oddzielającym jego Górny i Dolny Taras.
Park składa z kilku obszarów zieleni urządzonej:
- łąki zagospodarowanej przy ul. Kormoranów o powierzchni ok. 4,25 ha
- trzech stawów oraz okolicznej zieleni przy ul. Wielorybiej, ul. Kutrowej oraz Szkole Podstawowej nr 64 powierzchni ok. 3,50 ha,
- dwóch stawów i terenów podmokłych przy schronisku dla zwierząt o powierzchni ok. 3,40 ha
- parku z dwoma stawami przy ul. Rekinowej (za kościołem Wniebowstąpienia Pańskiego) o powierzchni 1,98 ha,
- zalesionego zbocza przy ul. Waleniowej pomiędzy lasem, a ul. Świętego Ojca Maksymiliana Marii Kolbego o powierzchni ok. 1,30 ha.
- terenu zieleni z oczkiem wodnym pomiędzy ul. Maksymiliana Kolbego, a ul. Łososiową, o powierzchni ok. 1,20 ha,
- stawu przy ul. Planktonowej o powierzchni 0,26 ha

Dodatkowo na zachodnich rubieżach osiedla znajduje się użytek ekologiczny Zielona Ostoja, który został ustanowiony w celu ochrony torfowiska mszarnego z rosiczką okrągłolistną oraz mozaiki siedlisk otaczających torfowisko.

## Historia

### Do 1959 roku
Pierwsze odwzorowanie topograficzne ok. 10 oczek wodnych w zagłębieniach wytopiskowych na Osowej Górze miało miejsce na mapie w skali ok. 1:25 000 z 1876 r. W ich otoczeniu znajdował się park należący do miejscowego folwarku.

### Lata 1959–2000
7 grudnia 1959 r. 512 ha obszaru wsi Osowagóra włączono do Bydgoszczy, na cele mieszkaniowe i składowo-magazynowe. Wśród wytyczonych ulic, jedną nazwano Osowagóra (dziś ul. Św. Maksymiliana Kolbego) jako pamiątkę po nazewnictwie wioski.
W latach 60. na części dolnego tarasu rozpoczęto budowę dzielnicy składowo-przemysłowej, zgodnie z ówcześnie obowiązującą zasadą planistyczną translokowania zakładów przemysłowych z centrum Bydgoszczy do dzielnic i osiedli peryferyjnych. W latach 1965–1969 przeprowadzono uzbrojenie terenu: doprowadzono magistralę wodociągową z ujęcia na Czyżkówku, realizowano sieć kanalizacyjną oraz system bocznic kolejowych. Pierwszymi zakładami zlokalizowanymi w strefie były przeniesione ze Śródmieścia: Centrostal i Zakłady Mleczarskie.
Zabudowa jednorodzinna osiedla datuje się od 1961 r., kiedy bydgoska Miejska Rada Narodowa wyznaczyła na tym terenie działki budowlane pod budownictwo indywidualne, finansowane ze środków własnych ludności. W ślad za tym szły również przedsięwzięcia dotyczące uzbrojenia terenów i budownictwa usługowego, lecz w ograniczonym zakresie, jako że główny front robót dotyczył osiedli budownictwa wielorodzinnego realizowanych na Górnym i Dolnym Tarasie miasta, a następnie w dzielnicy Fordon. Pod koniec lat 60. zniwelowano zabudowania folwarku na dolnym tarasie, a istniejący jeszcze wówczas stawek – zasypano. Jedyna pozostałość po dworku to dwa drzewa i kępa bzów. Na Górnym tarasie wzniesiono natomiast pierwsze osiedle bloków przy ul. Wielorybiej.
W styczniu 1966 r. oddano do użytku Szkołę Podstawową nr 40 przy ul. Kruszyńskiej 52. Otwarcia dokonał Józef Lewkowski – ówczesny sekretarz KM PZPR. Szkołę wzniesiono według projektu typowego autorstwa Józefa Pokrzywnickiego z adaptacją Jerzego Michałowskiego, z 10 izbami lekcyjnymi, zaś patronem ustanowiono Oskara Langego. Placówka należała do 11 oddanych w Bydgoszczy tzw. szkół tysiąclecia, budowanych na obchody Tysiąclecia Państwa Polskiego.
W 1976 r. na ogólnopolskiej konferencji pt. „Zagadnienia rozwoju komunikacji miejskiej na terenie miasta Bydgoszczy” powstały plany połączenia tramwajowego Osowej Góry z centrum miasta. Tory przewidywano wzdłuż ul. Grunwaldzkiej. Plan ten został uznany za nieopłacalny. W tym samym roku oddano do użytku centralę telefoniczną, położoną w Parku Osowa Góra, przy ul. Wielorybiej.
Liczba ludności zwiększyła się z 2,1 tys. w 1970 r. do 11,4 tys. w 1998 r, co spowodowało konieczność budowy terenów rekreacyjno-sportowych służących mieszkańcom.

### Budowa parku
Na początku XXI wieku władze miejskie rozpoczęły proces adaptacji miejscowych terenów zieleni dla urządzenia osiedlowego parku rekreacyjno-wypoczynkowego.
W latach 2001–2002 kosztem 410 tys. zł dokonano rekonstrukcji dawnego parku w rejonie ul. Wielorybiej i ul. Kutrowej, gdzie znajdowały się trzy stawy o łącznej powierzchni 0,3 ha.
Wytyczono ścieżki spacerowe, zorganizowano małą architekturę i plac zabaw, uzupełniono nasadzenia zieleni.
W latach 2002–2003 kosztem 464 tys. zł przekształcono natomiast podmokłe zagłębienia polodowcowe przy ul. Rekinowej w dwa stawy rekreacyjne o łącznej powierzchni 0,8 ha.
Prace rekultywacyjne zbiorników wodnych obejmowały ich bagrowanie, usunięcie nagromadzonych przez lata odpadów oraz chaotycznie rozprzestrzeniającej się roślinności. Blisko 5% kosztów było związane z napełnieniem utworzonych zbiorników wodą z sieci wodociągowej, ponieważ miejscowe zasoby wód gruntowych nie gwarantowały uzyskania wymaganej pojemności.

### Park obecnie
W latach 2018–2019 utwardzono część ścieżek w przyszkolnej części parku. W 2020 r. rozpisano przetarg na budowę w 2021 r. minitężni solankowej – obiektu z drewna sosnowego długości około 12 m i wysokości niemal 4 metrów w północnej części Parku Osowa Góra przy ul. Wielorybiej.
Osiedle posiada ścieżkę rowerową biegnącą wzdłuż ul. Rekinowej. Studium transportowe Bydgoszczy przewiduje realizację także dróg rowerowych oraz ciągów pieszo-rowerowych wzdłuż m.in. ulicy Grunwaldzkiej, Kolbego, Skośnej / Podmiejskiej, Kanału Bydgoskiego, a także przez las do Czyżkówka.

## Zielona Ostoja
Na podstawie uchwały nr XLIII/607/09 Rady Miasta Bydgoszczy z 25 lutego 2009 (Dz. Urz. Woj. Kuj. – Pom. Nr 33, poz. 694), na osiedlu Osowa Góra, pomiędzy ulicami Rekinową, Jeziorną, Przyczółek, Skalarową a Tuńczykową ustanowiono użytek ekologiczny pod nazwą „Zielona Ostoja”.
Na podstawie art. 42 ustawy z 16 kwietnia 2004 o ochronie przyrody (Dz. U. z 2009r, Nr 151, poz. 1220 z późn. zm.), użytkami ekologicznymi są zasługujące na ochronę pozostałości ekosystemów mających znaczenie dla zachowania różnorodności biologicznej – naturalne zbiorniki wodne, śródpolne i śródleśne oczka wodne, kępy drzew i krzewów, bagna, torfowiska, wydmy, płaty nieużytkowanej roślinności, starorzecza, wychodnie skalne, skarpy, kamieńce, siedliska przyrodnicze oraz stanowiska rzadkich lub chronionych gatunków roślin, zwierząt i grzybów, ich ostoje oraz miejsca rozmnażania lub miejsca sezonowego przebywania. Omawiany teren spełnia kryteria przytoczonego artykułu.
Na obszarze użytku stwierdzono występowanie gatunków roślin objętych ochroną gatunkową na podstawie rozporządzenia Ministra Środowiska z 9 lipca 2004 r. w sprawie gatunków dziko występujących roślin objętych ochroną (Dz. U. Nr 168, poz. 1764): rosiczkę okrągłolistną (Drosera rotundifolia) i pływacza zwyczajnego (Utricularia vulgaris) i torfowców (Sphagnum magellanicum, S. palustre, S. squarrosum). Ponadto na omawianym terenie stwierdzono siedlisko priorytetowe (zagrożone zanikiem na obszarze Unii Europejskiej), wymienione w rozporządzeniu Ministra Środowiska dnia 16 maja 2005 r. w sprawie typów siedlisk przyrodniczych oraz gatunków roślin i zwierząt, wymagających ochrony w formie wyznaczenia obszarów Natura 2000 (Dz. U. Nr 94, poz. 795) – torfowiska wysokie z roślinnością torfotwórczą (żywe).
Znaczenie przyrodnicze omawianego terenu polega na nagromadzeniu na niewielkim obszarze (3,0216 ha) różnych typów ekosystemów, np. torfowiska mszarnego i zbiornika eutroficznego z zaroślami wierzbowymi i szuwarami, które tworzą dogodne warunki bytowania dla gatunków roślin i zwierząt chronionych i pospolitych.
Jest to jedyne miejsce w Bydgoszczy, gdzie zobaczyć można gatunki roślin charakterystyczne dla torfowisk mszarnych.

## Galeria

Zdjęcia Parku Osowa Góra
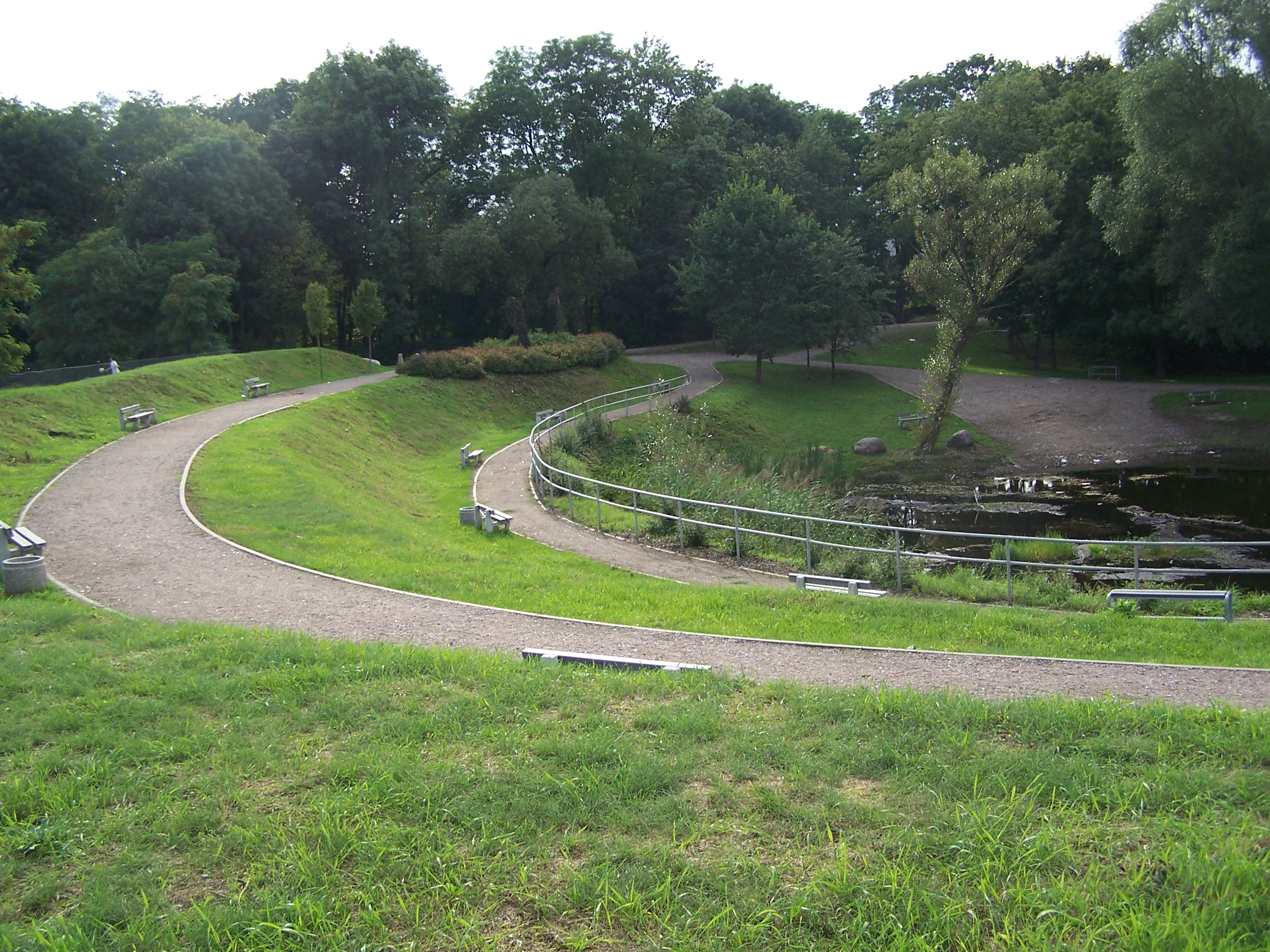
Park przy ul. Wielorybiej
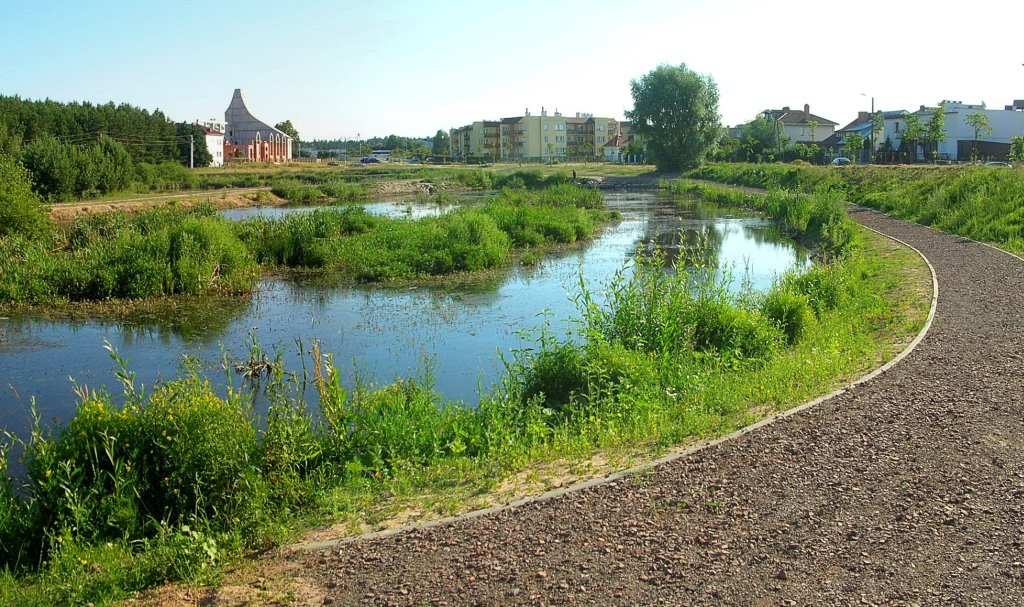
Stawy przy ul. Rekinowej
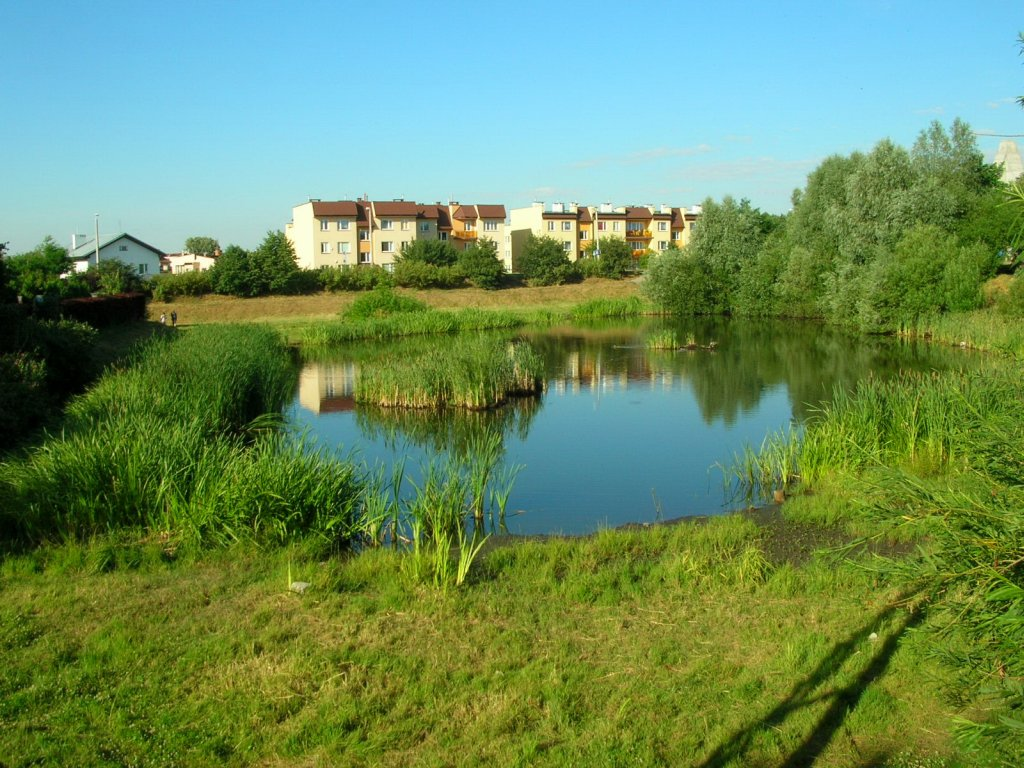
Oczko wodne
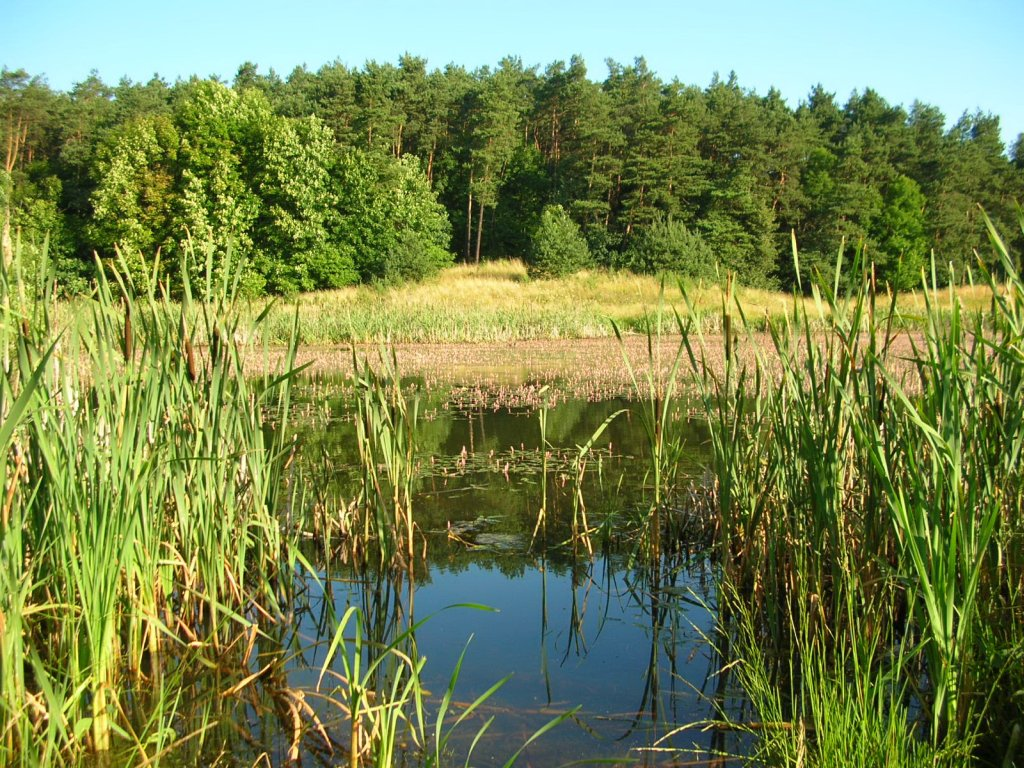
Torfowisko